# Liste des titres musicaux numéro un en Allemagne en 1988
Cette page liste les titres numéro un dans les meilleures ventes de disques en Allemagne pour l'année 1988 selon Media Control Charts. 
Les classements sont issus des 100 meilleures ventes de singles et des 100 meilleures ventes d'albums. Ils se déroulent du vendredi au jeudi, et sont publiés le mardi par l'industrie musicale allemande.

## Classement des singles
| №  | Date         | Artiste                       | Titre                      |
| -- | ------------ | ----------------------------- | -------------------------- |
| 1  | 1er janvier  | Rick Astley                   | Whenever You Need Somebody |
| 2  | 8 janvier    | Pet Shop Boys                 | Always on My Mind          |
| 3  | 15 janvier   | Pet Shop Boys                 | Always on My Mind          |
| 4  | 22 janvier   | Pet Shop Boys                 | Always on My Mind          |
| 5  | 29 janvier   | Pet Shop Boys                 | Always on My Mind          |
| 6  | 5 février    | Pet Shop Boys                 | Always on My Mind          |
| 7  | 12 février   | Pet Shop Boys                 | Always on My Mind          |
| 8  | 19 février   | Guillermo Marchena (de)       | My Love Is a Tango         |
| 9  | 26 février   | Guillermo Marchena (de)       | My Love Is a Tango         |
| 10 | 4 mars       | Taylor Dayne                  | Tell It to My Heart        |
| 11 | 11 mars      | Taylor Dayne                  | Tell It to My Heart        |
| 12 | 18 mars      | Taylor Dayne                  | Tell It to My Heart        |
| 13 | 25 mars      | Taylor Dayne                  | Tell It to My Heart        |
| 14 | 1er avril    | Taylor Dayne                  | Tell It to My Heart        |
| 15 | 8 avril      | Kylie Minogue                 | I Should Be So Lucky       |
| 16 | 15 avril     | Kylie Minogue                 | I Should Be So Lucky       |
| 17 | 22 avril     | Pet Shop Boys                 | Heart                      |
| 18 | 29 avril     | Pet Shop Boys                 | Heart                      |
| 19 | 6 mai        | Pet Shop Boys                 | Heart                      |
| 20 | 13 mai       | Pet Shop Boys                 | Heart                      |
| 21 | 20 mai       | France Gall                   | Ella, elle l'a             |
| 22 | 27 mai       | France Gall                   | Ella, elle l'a             |
| 23 | 3 juin       | France Gall                   | Ella, elle l'a             |
| 24 | 10 juin      | France Gall                   | Ella, elle l'a             |
| 25 | 17 juin      | Ofra Haza                     | Im Nin'alu                 |
| 26 | 24 juin      | Ofra Haza                     | Im Nin'alu                 |
| 27 | 1er juillet  | Ofra Haza                     | Im Nin'alu                 |
| 28 | 8 juillet    | Ofra Haza                     | Im Nin'alu                 |
| 29 | 15 juillet   | Ofra Haza                     | Im Nin'alu                 |
| 30 | 22 juillet   | Ofra Haza                     | Im Nin'alu                 |
| 31 | 29 juillet   | Ofra Haza                     | Im Nin'alu                 |
| 32 | 5 août       | Ofra Haza                     | Im Nin'alu                 |
| 33 | 12 août      | The Fat Boys & Chubby Checker | The Twist                  |
| 34 | 19 août      | Milli Vanilli                 | Girl You Know It's True    |
| 35 | 26 août      | Milli Vanilli                 | Girl You Know It's True    |
| 36 | 2 septembre  | Milli Vanilli                 | Girl You Know It's True    |
| 37 | 9 septembre  | Milli Vanilli                 | Girl You Know It's True    |
| 38 | 16 septembre | Milli Vanilli                 | Girl You Know It's True    |
| 39 | 23 septembre | Milli Vanilli                 | Girl You Know It's True    |
| 40 | 30 septembre | Koreana (en)                  | Hand in Hand               |
| 41 | 7 octobre    | Koreana (en)                  | Hand in Hand               |
| 42 | 14 octobre   | Koreana (en)                  | Hand in Hand               |
| 43 | 21 octobre   | Whitney Houston               | One Moment in Time         |
| 44 | 29 octobre   | Whitney Houston               | One Moment in Time         |
| 45 | 4 novembre   | Bobby McFerrin                | Don't Worry, Be Happy      |
| 46 | 11 novembre  | Bobby McFerrin                | Don't Worry, Be Happy      |
| 47 | 18 novembre  | Bobby McFerrin                | Don't Worry, Be Happy      |
| 48 | 25 novembre  | Bobby McFerrin                | Don't Worry, Be Happy      |
| 49 | 2 décembre   | Bobby McFerrin                | Don't Worry, Be Happy      |
| 50 | 9 décembre   | Bobby McFerrin                | Don't Worry, Be Happy      |
| 51 | 16 décembre  | Bobby McFerrin                | Don't Worry, Be Happy      |
| 52 | 23 décembre  | Bobby McFerrin                | Don't Worry, Be Happy      |
| 53 | 30 décembre  | Bobby McFerrin                | Don't Worry, Be Happy      |

## Classement des albums
| №  | Date         | Artiste                         | Titre                      |
| -- | ------------ | ------------------------------- | -------------------------- |
| 1  | 1er janvier  | Rondò Veneziano                 | Misteriosa Venezia         |
| 2  | 8 janvier    | Rondò Veneziano                 | Misteriosa Venezia         |
| 3  | 15 janvier   | Rick Astley                     | Whenever You Need Somebody |
| 4  | 22 janvier   | Rick Astley                     | Whenever You Need Somebody |
| 5  | 29 janvier   | Bande Originale                 | Dirty Dancing              |
| 6  | 5 février    | Bande Originale                 | Dirty Dancing              |
| 7  | 12 février   | Bande Originale                 | Dirty Dancing              |
| 8  | 19 février   | Peter Maffay                    | Lange Schatten             |
| 9  | 26 février   | Peter Maffay                    | Lange Schatten             |
| 10 | 4 mars       | Peter Maffay                    | Lange Schatten             |
| 11 | 11 mars      | Bande Originale                 | Dirty Dancing              |
| 12 | 18 mars      | Bande Originale                 | Dirty Dancing              |
| 13 | 25 mars      | Bande Originale                 | Dirty Dancing              |
| 14 | 1er avril    | Bande Originale                 | Dirty Dancing              |
| 15 | 8 avril      | Bande Originale                 | More Dirty Dancing         |
| 16 | 15 avril     | Herbert Grönemeyer              | Ö                          |
| 17 | 22 avril     | Herbert Grönemeyer              | Ö                          |
| 18 | 29 avril     | Herbert Grönemeyer              | Ö                          |
| 19 | 6 mai        | Herbert Grönemeyer              | Ö                          |
| 20 | 13 mai       | Herbert Grönemeyer              | Ö                          |
| 21 | 20 mai       | Herbert Grönemeyer              | Ö                          |
| 22 | 27 mai       | Herbert Grönemeyer              | Ö                          |
| 23 | 3 juin       | Herbert Grönemeyer              | Ö                          |
| 24 | 10 juin      | Herbert Grönemeyer              | Ö                          |
| 25 | 17 juin      | Herbert Grönemeyer              | Ö                          |
| 26 | 24 juin      | Herbert Grönemeyer              | Ö                          |
| 27 | 1er juillet  | Herbert Grönemeyer              | Ö                          |
| 28 | 8 juillet    | Herbert Grönemeyer              | Ö                          |
| 29 | 15 juillet   | Herbert Grönemeyer              | Ö                          |
| 30 | 22 juillet   | Michael Jackson                 | Bad                        |
| 31 | 29 juillet   | Michael Jackson                 | Bad                        |
| 32 | 5 août       | Michael Jackson                 | Bad                        |
| 33 | 12 août      | Michael Jackson                 | Bad                        |
| 34 | 19 août      | Michael Jackson                 | Bad                        |
| 35 | 26 août      | Tracy Chapman                   | Tracy Chapman              |
| 36 | 2 septembre  | Tracy Chapman                   | Tracy Chapman              |
| 37 | 9 septembre  | Tracy Chapman                   | Tracy Chapman              |
| 38 | 16 septembre | BAP                             | Da Capo                    |
| 39 | 23 septembre | BAP                             | Da Capo                    |
| 40 | 30 septembre | BAP                             | Da Capo                    |
| 41 | 7 octobre    | BAP                             | Da Capo                    |
| 42 | 14 octobre   | BAP                             | Da Capo                    |
| 43 | 21 octobre   | U2                              | Rattle and Hum             |
| 44 | 29 octobre   | U2                              | Rattle and Hum             |
| 45 | 4 novembre   | U2                              | Rattle and Hum             |
| 46 | 11 novembre  | U2                              | Rattle and Hum             |
| 47 | 18 novembre  | U2                              | Rattle and Hum             |
| 48 | 25 novembre  | Die Ärzte                       | Nach uns die Sintflut      |
| 49 | 2 décembre   | U2                              | Rattle and Hum             |
| 50 | 9 décembre   | Orchestre symphonique de Munich | Pop Goes Classic           |
| 51 | 16 décembre  | Orchestre symphonique de Munich | Pop Goes Classic           |
| 52 | 23 décembre  | Orchestre symphonique de Munich | Pop Goes Classic           |
| 53 | 30 décembre  | Orchestre symphonique de Munich | Pop Goes Classic           |

## Hit-Parade des singles
1. Milli Vanilli – Girl You Know It's True
2. Ofra Haza – Im Nin'alu
3. Rainhard Fendrich – Macho Macho
4. Okay – Okay
5. France Gall – Ella, elle l'a
6. Mory Kanté – Yeke Yeke
7. Fat Boys & Chubby Checker – The Twist
8. Taylor Dayne – Tell It to My Heart
9. Guillermo Marchena – My Love Is A Tango
10. Phil Collins – A Groovy Kind of Love
11. Pet Shop Boys – Always on My Mind
12. Bobby McFerrin – Don't Worry, Be Happy
13. Eddy Grant – Gimme Hope Jo’anna
14. Michael Jackson – Dirty Diana
15. Salt ’n’ Pepa – Push It
16. B.V.S.M.P. – I Need You
17. Whitney Houston – One Moment in Time
18. S'Express – Theme from S-Express
19. Yello – The Race
20. Herbert Grönemeyer – Was soll das
21. Womack & Womack – Teardrops
22. Kylie Minogue – I Should Be So Lucky
23. Pet Shop Boys  – Domino Dancing
24. Koreana – Hand in Hand
25. Pet Shop Boys – Heart